# Чхороцку
́Чхороцку (груз. ჩხოროწყუ) — місто в мхаре Самеґрело-Земо Сванеті, західна Грузія, адміністративний центр муніципалітету Чхороцку.
Населення міста становить 3 141 особа (за переписом 2014 р.).
Статус міста має з 2018 року.